# ستيفن بريل (مخرج)
ستيفن بريل (بالإنجليزية: Steven Brill)‏ مواليد 27 مايو 1962 في الولايات المتحدة، هو ممثل ومخرج وكاتب سيناريو أمريكي بدأ مسيرته الفنية سنة 1989.

## الأعمال
- فيلم 43
- سلوك مخزي
- ذا دو-أوفر
- ساندي ويكسلر
- سلوك مخزي
- إدوارد ذو الأيدي المقصات
- عودة الرجل الوطواط
- الأب الكبير
- جو القذر
- حبلت

## روابط خارجية
- ستيفن بريل على موقع IMDb (الإنجليزية)
- ستيفن بريل على موقع ألو سيني (الفرنسية)
- ستيفن بريل على موقع أول موفي (الإنجليزية)
- ستيفن بريل على موقع بوكس أوفيس موجو (الإنجليزية)
- ستيفن بريل على موقع قاعدة بيانات الأفلام السويدية (السويدية)
- ستيفن بريل على موقع قاعدة بيانات الفيلم (الإنجليزية)
- ستيفن بريل على موقع كينوبويسك (الروسية)